# De Longueuil à Berlin
Albums de Michel Rivard
Méfiez-vous du grand amour
(1977) Sauvage
(1983)
De Longueuil à Berlin est le deuxième album studio de Michel Rivard sorti en 1979 sur disques Capitol

## Titres
| No  | Titre                                | Durée |
| --- | ------------------------------------ | ----- |
| 1.  | De Longueuil à Berlin                |       |
| 2.  | Le beau party                        |       |
| 3.  | Le train                             |       |
| 4.  | Le retour de Don Quichotte           |       |
| 5.  | Le monde a besoin de magie           |       |
| 6.  | Les vieux dans les avions            |       |
| 7.  | La beauté du diable                  |       |
| 8.  | La chanteuse                         |       |
| 9.  | Qu'est-ce qu'on a gagné dans tout ça |       |
| 10. | Étrange comme l'amour                |       |
| 11. | La triste histoire de ma virginité   |       |

## Personnel
- Michel Rivard : Chant, guitares, piano
- Geneviève Paris : Guitare, chant sur Qu'est-Ce Qu'On A Gagné Dans Tout Ça?
- Mario Légaré : Basse, chant sur Qu'est-Ce Qu'On A Gagné Dans Tout Ça?
- Gérard Leduc : Claviers, piano sur Le Train, accordéon, saxophone, clarinette
- Paul Picard : Percussions